# Bah-Bessar
Bah-Bessar est une  commune rurale de la préfecture de l'Ouham-Pendé, en République centrafricaine. Elle s’étend au nord de la ville de Paoua jusqu’à la frontière tchadienne.

## Géographie
La commune de Bah-Bessar est située au nord de la préfecture de l’Ouham-Pendé. La plupart des villages sont localisés sur l’axe Paoua – Benankor – Begouladjé. 
|      | Baïbokoum  | Mia-Pendé  |
| Yémé | Bah-Bessar | Nana-Barya |
|      | Paoua      |            |

## Villages
Les villages principaux sont : Bébenguéré, Benamkor, Beboye 3, Betokomia 1 et Betaya 1.
La commune compte 50 villages en zone rurale recensés en 2003 : Bebaogba, Bebenguere, Bebi, Bebidjo, Bebounda, Bebouzawe 1, Beboy 1, Beboy 2, Beboy 3, Beda, Bedamara 4, Bedaya 1, Bedi, Bedjangala, Begouladje 3, Beguila, Bekam, Bekobian, Bekoro, Bekoro 3, Bekouna, Bemakoro, Bembor 1, Bembor 2, Bembor 3, Bemouli, Benah 2, Benamkor, Benanh 1, Bendou, Bendouba, Bengomar 1, Bengor, Bengormbo 1, Bengormbo 2, Benodile 1, Benodile 3, Beny, Bessa 1, Bessa-Le-Doukou, Betebele, Betein 1, Betoboinda 3, Betokomia 1, Betokomia 2, Betokomia 3, Dolao, Makandji, Nzereke, Poulao 2.

## Éducation
La commune compte 14 écoles publiques à Betokomia, Betokomia 3, Bebouzave 1, Beboy, Makandji, Benanh 1, Bedaya, Betein, Benanh 2, Betokomia 2, Beboy 3, Bebogda, Benamkor et Bendouba1.

## Santé
La commune située dans la région sanitaire n°3 dispose de 2 postes de santé à Bégouladjé et Bédaya.